# Топологічне сортування
Топологічне сортування — впорядковування вершин безконтурного орієнтованого графа згідно з частковим порядком, визначеним ребрами цього графа на множині його вершин.

## Приклад
Для графа {\displaystyle G=({\bigl \{}2,3,5,7,8,9,10,11{\bigr \}},{\bigl \{}(3,8),(3,10),(5,11),(7,11),(7,8),(8,9),(11,2),(11,9),(11,10){\bigr \}}{\Bigr )}} 

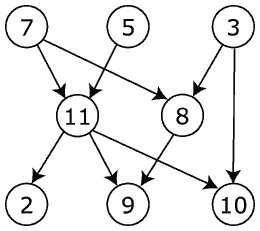
Безконтурний орієнтований граф

 існує декілька узгоджених послідовностей його вершин, які можуть бути отримані за допомогою топологічного сортування, наприклад:
- {\displaystyle 7,5,11,3,8,2,9,10}
- {\displaystyle 3,7,5,8,11,10,9,2}
- {\displaystyle 7,5,11,2,3,8,9,10}

Видно, що в послідовності можуть брати участь будь-які дві вершини, що не входять у відношення часткового порядку {\displaystyle E}.

## Алгоритми
Час виконання для звичайного алгоритму топологічного сортування лінійний до кількості вершин плюс кількість ребер {\displaystyle O(|V|+|E|).}

### Алгоритм Кана
Один з цих алгоритмів (Кан, 1962) працює, вибираючи вершини в тому самому порядку, що і випадкове топологічне сортування. Спочатку знаходить набір «початкових вершин», які не мають ребер, що входять, і вставляє їх в набір S; щонайменше одна така вершина має існувати, якщо граф ациклічний. Тоді:
```
L ← Порожній список, що буде містити відсортовані елементи
S ← Набір вершин без ребер, що входять

доки
 S не порожнє 
виконати

    видалити вершину n з S
    вставити n в L
    
для кожної
 вершини m з ребром 
e
 з n до m 
виконувати

        видалити ребро e з графа
        
якщо
 m не має більше ребер, що входять 
тоді

            вставити m в S

якщо
 граф має ребра 
тоді

    вивести повідомлення про помилку (граф має принаймні один цикл)

інакше
 
    вивести повідомлення (пропоноване топологічне сортування: L)
```

Якщо маємо справу з орієнтованим ациклічним графом, то алгоритм видасть рішення (не унікальне).

### Алгоритм з пошуком у глибину
Альтернативний алгоритм базується на пошуку в глибину. Для цього алгоритму ребра вказуються у зворотному напрямку. Тобто якщо ребро іде з x до y, то це означає, що робота x залежить від роботи y (іншими словами робота y має бути завершена перед тим, як x зможе стартувати). Алгоритм проходить кожну вершину в графі в довільному порядку, започатковуючи пошук у глибину, що закінчується коли досягає вершину, яку вже відвідали з початку сортування:
```
L ← Порожній список, що буде містити відсортований набір вершин
S ← Набір всіх вершин
```

```
функція
 відвідати(вершина n)
    
якщо
 n ще не була відвідана 
тоді

        помітити n як відвідану
        
для кожної
 вершини m з ребром від n до m 
виконати

            відвідати(m)
        додати n до L
```

```
для кожної
 вершини n в S 
виконати

    відвідати(n)
```

## Застосування
За допомогою топологічного сортування будується коректна послідовність виконання дій, будь-яка з яких може залежати від іншої: послідовність проходження навчальних курсів студентами, збірки вихідних текстів програм за допомогою Makefile'ів.